# Nils Forsberg (1921–1994)
Nils Oskar Forsberg, född 30 april 1921 i Mo, Nordmaling, död 27 juni 1994 i Nordmaling, var en svensk konstnär. Hans barnbarn är nätskulptören Johanna Forsberg.
Forsberg studerade konst vid Otte Skölds målarskola i Stockholm 1944 och under studieresor till bland annat Thailand, Nepal, Indien, USA, Spanien, Tyskland och de nordiska länderna. Separat ställde han ut i bland annat Umeå, Stockholm, Tallberg, Örnsköldsvik och Florida. Han tilldelades ett stipendium ur Elsa och Gunnar Wahlström 70-årsfond 1978. Forsberg är representerad vid Västerbottens läns landsting, Tranås kommun och Köpings kommun.